# إمبراطورية ثورية
الإمبراطورية الثورية عبارة عن نظام إمبراطوري يقوم على الفرضيات الثورية التي يمكن أن يتم فهمها بعدة معانٍ. وقد جمع وضع الشرعية هذا بين الفرضيات الأساسية للحداثة، بالإضافة إلى اتجاهات وسياسات الحشد القوية والثورية بعيدة المدى. وكقاسم مشترك مع الأنظمة الأخرى المعاصرة - المتأصلة في الأنواع المختلفة السابقة من التجارب الثورية (الإنجليزية والأمريكية والفرنسية) — كان وضع الشرعية الحديث معتمدًا على افتراض أنه يمكن استكشاف البيئات والمصائر البشرية والطبيعية وتوجيهها وحتى السيطرة عليها من خلال الجهود الواعية للإنسان والمجتمع. وقد كانت احتمالية التشكيل النشط للأوجه الضرورية في المجتمع، سواء الأنظمة الاجتماعية أو الثقافية أو الطبيعية، من خلال الأنشطة البشرية والمشاركة الواعية، من الفرضيات الرئيسية للحداثة.

## الاتحاد السوفييتي
لا يمكن أن تعيش الإمبراطورية الثورية بعد نهاية الديكتاتورية بعد الجمهورية التي جمعت بين أواصرها. وما كان أمرًا فريدًا في حالة الاتحاد السوفيتي هو التفكيك الطوعي لديكتاتورية ما بعد الجمهورية، مع التخلي عن الإجبار أو التهديد بالإجبار وهو ما حافظ على منطقتي السيطرة في الاتحاد السوفيتي وأوروبا الشرقية تحت سيطرة موسكو الشيوعية. وكان الثمن الذي لا مفر منه الذي دفعته حركة بيريسترويكا، والتي أدت إلى قيادة الإمبراطورية السوفييتية إلى عصر إحياء الثورة المعتدلة، هو ترك عناصر الإمبراطورية الثورية يختارون طريقهم بأنفسهم.

## الولايات المتحدة
تعد الولايات المتحدة في العديد من الأحوال بمثابة الهيمنة التي تؤدي إلى زعزعة الاستقرار. وتعد ثورية في بلاغتها وفهمها الذاتي، وغالبًا في إجراءاتها. ففي حين أنه أثناء الحرب الباردة تعرضت هذه الميول للاختبار من خلال (ولصالح) حلفائها، إلا أنه منذ هجمات الحادي عشر من سبتمبر تحولت هيمنتها من هيمنة دفاعية وحسب الوضع الراهن إلى هيمنة هجومية وثورية. وبالتالي، فقد أصبحت إمبراطورية ثورية — ويطفو التوتر بين حالتها كثورية وحالتها كإمبراطورية على السطح.